# Jan Dostál (sochař)

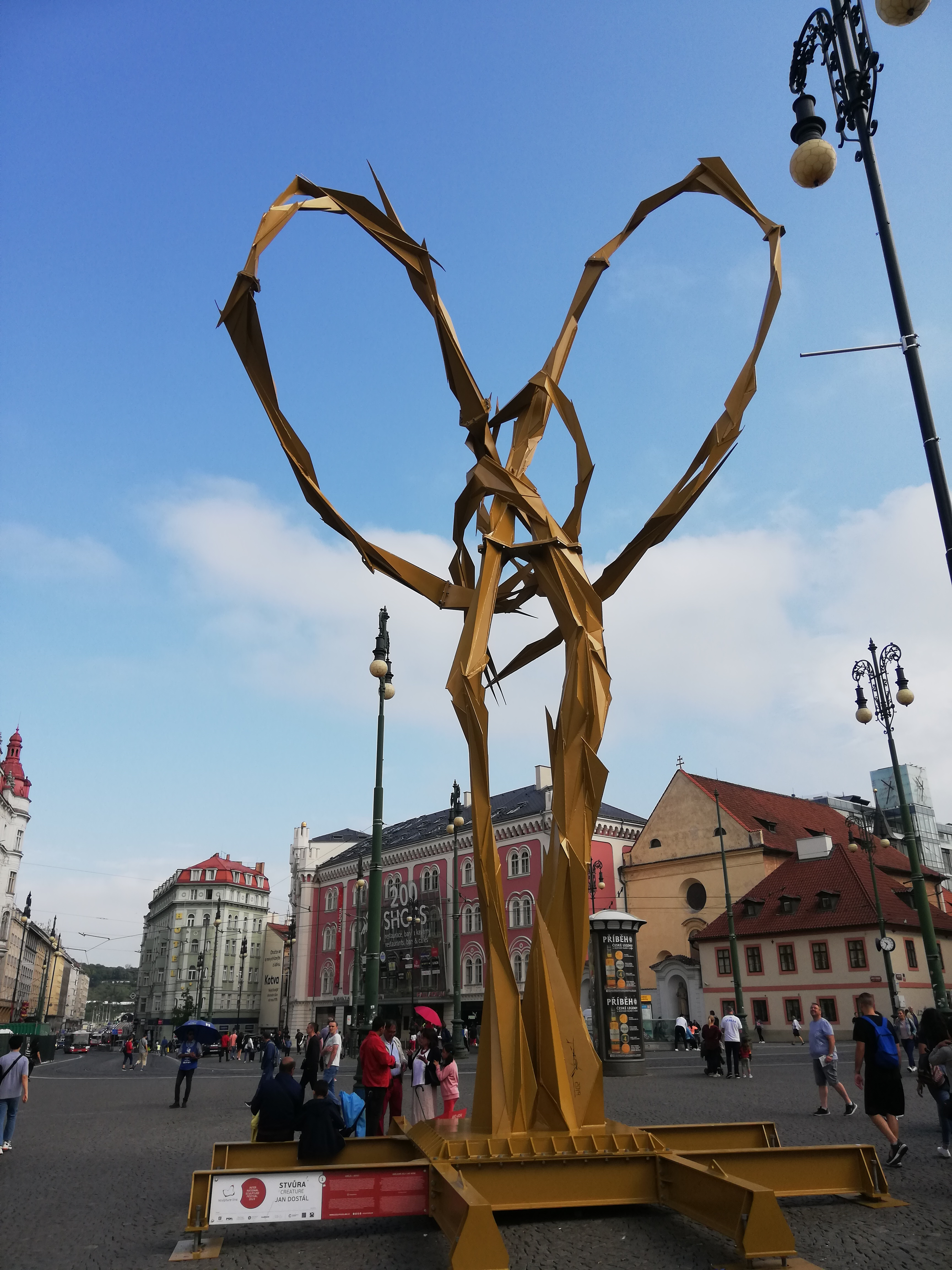
„Stvůra“ (Creature)

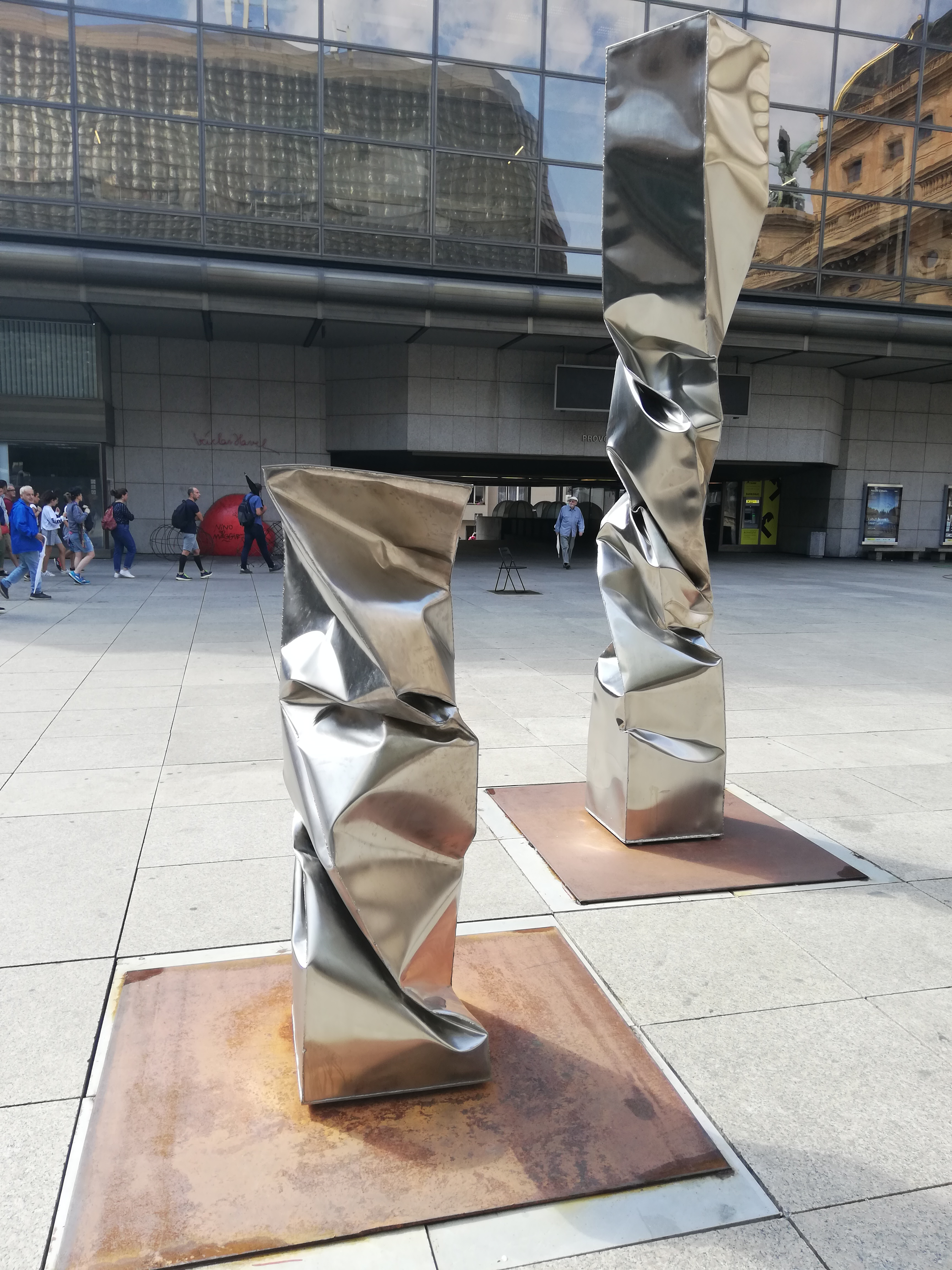
„Stély“ (Twisted)

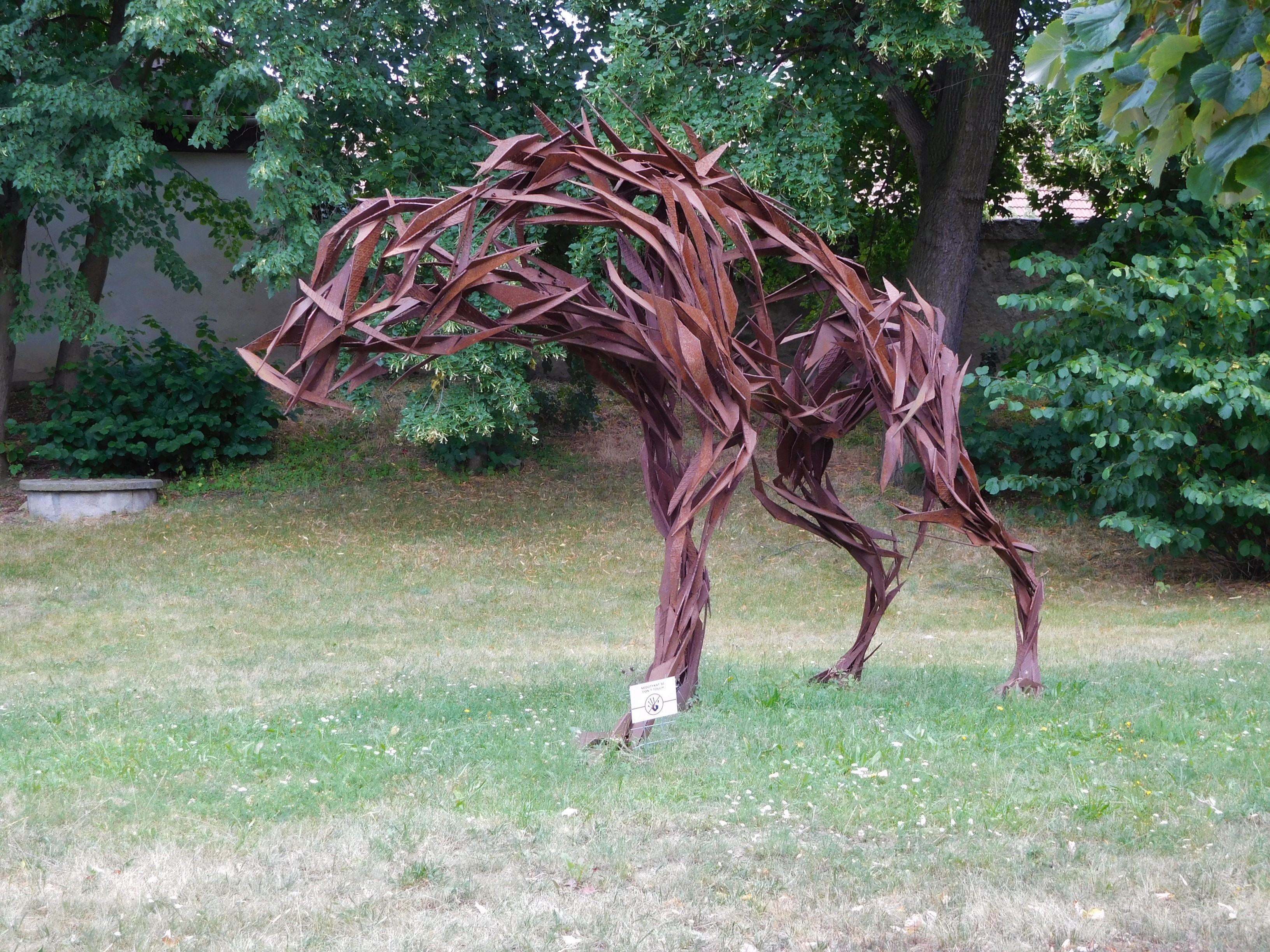
„Hyena“

Jan Dostál (* 6. srpna 1992 Olomouc) je český sochař žijící a tvořící v Olomouci, kde v roce 2012 absolvoval hejčínské gymnázium. V Brně pak následně v roce 2018 dokončil studium na Fakultě výtvarných umění při Vysokém učení technickém. Kromě soukromých sbírek jsou jeho díla k vidění i ve veřejném prostoru (např. ve Velkém Týnci, Nové Hradečné, ...). V Olomouci na sebe veřejnost poprvé výrazněji upozornil v roce 2015 instalací ocelové sochy „Vetřelce“ na střeše domu v Šemberově ulici. V rámci sochařského festivalu „Sculpture line“ 2017 se Jan Dostál představil veřejnosti sochou nazvanou „Hyena“, které byla instalována ve veřejném prostoru v centrální části Dolních Břežan. V létě 2019 se prezentoval v Praze dvěma svými plastikami „Stvůra“ a „Stély“ na Mezinárodním sochařském festivalu „Sculpture Line“ 2019.

## Charakter tvorby
Jan Dostál tvoří svá sochařská díla z různých materiálů (hlína, dřevo, sklo, pryskyřice, ocel, ...). Preferuje však ocel, která mu dovoluje pracovat na sochách a plastikách od malých až do munumentálních rozměrů. Svoje objekty skládá z drobných geometrických prvků („variáblů“) tak, že nakonec vznikají mnohaprvkové cíleně povrchově neuzavřené struktury, které divákům dávají možnost náhledu do svých „vnitřních prostor“. Ve své tvorbě se Jan Dostál inspiruje mnohdy tématy z přírody a živočišné říše (např. Hyena) nebo jsou jeho objekty čistě abstraktní. Plastiky vycházející z reality jsou ovšem převážně sochařsky „zredukovány“ do jim odpovídajících geometrických tvarů.

## Vzdělání (přehled)
- 2012 – 2018 Fakulta výtvarných umění; Vysoké učení technické v Brně; Rybářská 13/15, 603 00 Brno; Ateliér sochařství 1; vedoucí ateliéru profesor akademický sochař Michal Gabriel[6]
- 2006 – 2012 Gymnázium Olomouc-Hejčín; Tomkova 54, 779 00 Olomouc; obor: vybrané předměty v cizím jazyce[6][p 4]

## Praxe (přehled)
- 2011 – 2016 Designerské studio Komplits; Olomouc[6]
- 2009 – 2011 Grafické studio Tomato; Olomouc[6]

## Ocenění (přehled)
- 2010 – čestné uznání Olomoucké Bienále; Umělecké centrum Univerzity Palackého Konvikt; Olomouc[6]
- 2008 – cena Olomoucké Bienále; Galerie G; Olomouc[6]
- 2006 – cena Olomoucké Bienále; Galerie G; Olomouc[6]
- 2004 – cena Olomoucké Bienále; Umělecké centrum Univerzity Palackého Konvikt; Olomouc[6]
- 2002 – cena Olomoucké Bienále; Dům dětí a mláděže; Olomouc[6]

## Výstavy a symposia (přehled)
- 2016 – kolektivní výstava: AS1 Fragmenty současnosti, Galerie Mariánská, České Budějovice[7]
- 2014 – Sochy zahradě 4 a půl; Podzámecká zahrada; Kroměříž[6]
- 2014 – AS1 Okruh; galerie Sýpka; Osová Bítýška[6]
- 2014 – Ateliér socha 1; Trutnov[6]
- 2012 – Umělecký festival Zlaté ruce; Vlaské u Malé Moravy[6][8]

## Příklady tvorby (přehled)

### Rok 2015
- 2015 – 224 (železo; 450 × 690 × 240 cm)[9]
- 2015 – Anděl[9]
- 2015 – Kruh (železo)[9]

### Rok 2014
- 2014 – Svalovec (laminát; 120 × 60 × 90 cm)[9]
- 2014 – Srdce (dřevo; 440 × 290 × 150 cm)[9]
- 2014 –Jídelní kout (plech; 180 × 180 × 80 cm)[9]
- 2014 – Tygr (dřevo)[9]
- 2014 – Stůl (dřevo, železo; 300 × 95 × 70 cm)[9]
- 2014 – Koule I (železo)[9]
- 2014 – Vetřelec (železo, zinek; 250 × 280 × 220 cm)[9][3]
- 2014 – Nahá (mosaz, železo; 155 × 45 × 45 cm)[9]
- 2014 – Pepa“ (hlína; 180 × 60 × 70 cm)[9]
- 2014 – „Igelit“ (laminát; 185 × 130 × 125 cm)[9]

### Rok 2013
- 2013 – Zkroucená (železo; 80 × 10 × 10 cm)[9]
- 2013 – Plameňák (železo; 240 × 60 × 40 cm)[9]
- 2013 – Oblouková lampa (sklo, železo; 170 × 140 × 60 cm)[9]
- 2013 – Paganini (železo; 60 × 40 × 30 cm)[9]
- 2013 – Tráva (mosaz, železo; 150 × 60 × 40 cm)[9]
- 2013 – Skier (mosaz, železo; 70 × 40 × 20 cm)[9]
- 2013 – Obývací stěna (sklo, železo; 170 × 140 × 60 cm)[9]
- 2013 – Světlo (železo; 30 × 60 × 30 cm)[9]
- 2013 – Psyché (sádra; 170 × 70 × 30 cm)[9]
- 2013 – Lvice (železo; 170 × 140 × 60 cm)[9]

### Rok 2012
- 2012 – Slepice (roxory; 100 × 15 × 25 cm)[9]
- 2012 – „Polibek“ (roxory, sádra; 90 × 25 × 25 cm)[9]
- 2012 – Krystýna (sklo; 50 × 90 × 35 cm)[9]
- 2012 – Slon (sádra; 50 × 80 × 40 cm)[9]
- 2012 – Ruka (sádra; 60 × 25 × 25 cm)[9]
- 2012 – Krkavec (dřevo; exteriér; 60 × 245 × 160 cm)[9]
- 2012 – Žena v šatech (dřevo, železo; 50 × 80 × 40 cm)[9]
- 2012 – Kůň (dřevo; 180 × 200 × 60 cm)[9]
- 2012 – Lampa (sádra, sklo; 140 × 40 × 70 cm)[9]
- 2012 – Anděl (sádra, sklo; 60 × 40 × 15 cm)[9]